# Solenopsis castor
Solenopsis castor är en myrart som beskrevs av Auguste-Henri Forel 1893. Solenopsis castor ingår i släktet eldmyror, och familjen myror. Inga underarter finns listade i Catalogue of Life.